# 大猶太會堂 (布加勒斯特)

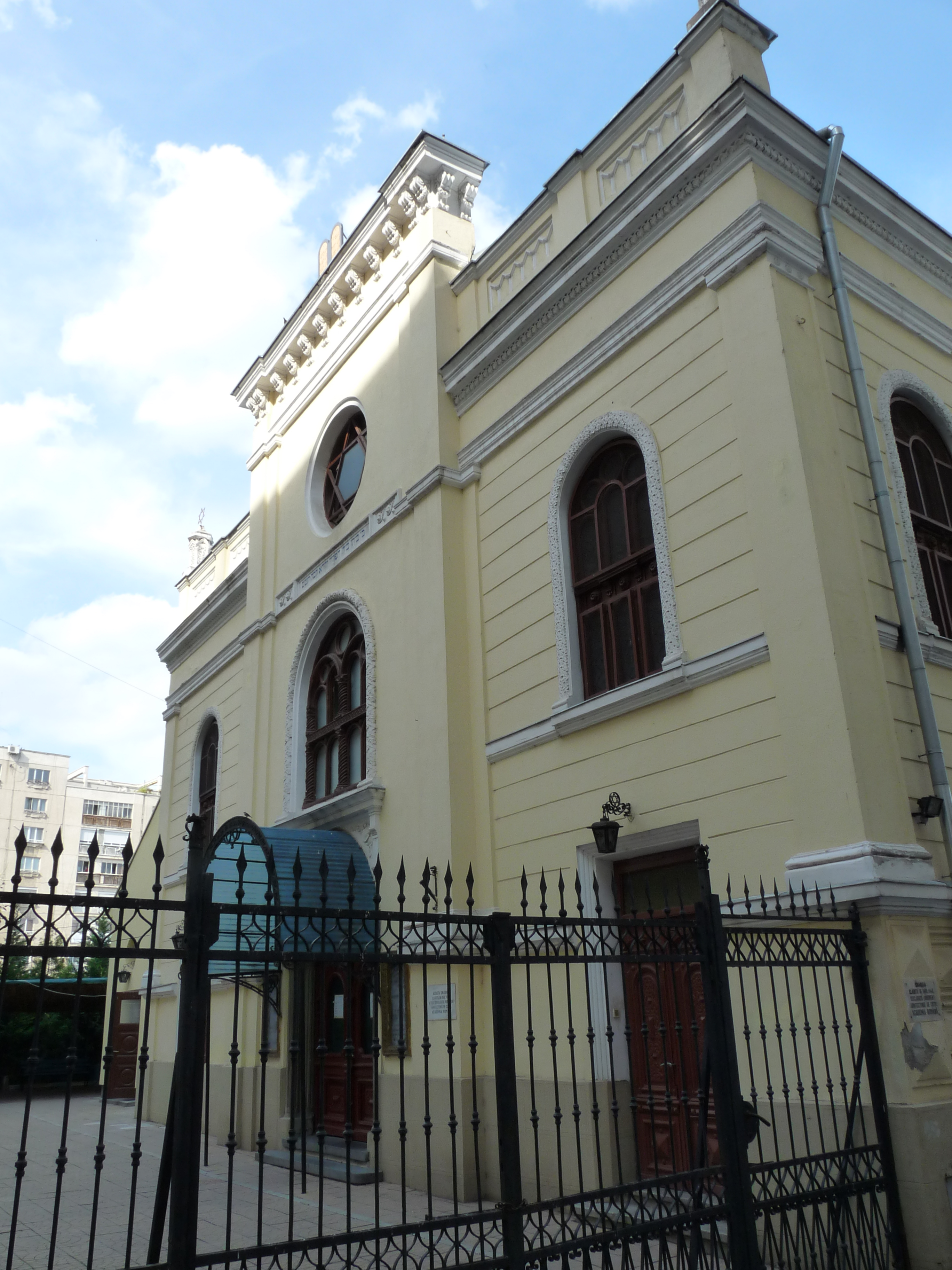
大猶太會堂

大猶太會堂（Great Synagogue）是羅馬尼亞布加勒斯特的一座猶太會堂，由波蘭裔猶太人社區修建於1845年。這座猶太會堂在1865年得到修理，1903年和1909年重新設計。1936年外觀漆為洛可可風格。1945年後，猶太會堂再次得到修復。
44°25′46″N 26°06′31″E / 44.42952°N 26.10861°E